# Catherine d'Opole
Catherine d'Opole (polonais:Katarzyna Opolska ) (26 mars 1367 - 6 juin 1420) princesse polonaise  qui règne comme douairière à partir de 1397 sur les duchés Zielona Góra et Kożuchów en Silésie jusqu'à sa mort en 1420.

## Biographie
Catherine est la fille cadette de Ladislas II d'Opole et de sa première épouse la princesse roumaine Elisabeta Basaraba, fille du prince de Valachie Nicolae Ier Alexandru. 
Ente 1378/1386, elle épouse Henri VIII le Moineau, duc de Żagań–Głogów, avec qui elle a quatre fils: Jean Ier de Żagań, Henri IX l'Ancien, Henri X Rumpold et Venceslas de Krosno. À la mort de son époux en 1397, ses fils sont encore mineurs et elle en assume formellement la garde pendant que la régence de leurs possessions est assurée effectivement jusqu'en 1401 par le duc Robert Ier de Legnica, second époux de leur tante paternelle Edwige de Sagan. Son époux lui avait légué un douaire ou Oprawa wdowia constitué de Prudnik, Kożuchów et Zielona Góra où elle règne ensuite jusqu'à sa mort.

## Sources
- (de) Europäische Stammtafeln Vittorio Klostermann, Gmbh, Francfort-sur-le-Main, 2004  (ISBN 3465032926),  Die Herzoge von Glogau †1476, und Sagan †1504 des Stammes der Piasten  Volume III Tafel 13
- (en) & (de) Peter Truhart, Regents of Nations, K. G Saur Münich, 1984-1988  (ISBN 359810491X), Art. « Brieg (Pol. Brzeg) », p.  2448.